# جيرهارد كرافت
جيرهارد كرافت (بالألمانية: Gerhard Kraft)‏ هو فيزيائي ألماني، ولد في 1941 في هايدلبرغ في ألمانيا.